# Gor (film)
Gor è un film fantastico-fantascientifico del 1987 per la regia di Fritz Kiersch, liberamente ispirato dal romanzo Tarnsman di Gor scritto da John Frederick Lange Jr. sotto il suo pseudonimo di John Norman. Il film avuto un seguito, Ritorno a Gor (Outlaw of Gor) nel 1988.

## Trama
Un professore americano, John Cabot, viene in possesso di un anello misterioso. Durante le ricerche per capire la sua provenienza lo infila al dito e viene trasportato in un'altra dimensione. Qui non è più John,  ma bensì Tarl, un guerriero invincibile. Da questo momento ha il compito di salvare la propria terra dalla ferocia di un re malvagio e del suo esercito di barbari...